# Juan Manuel Cárcamo
Juan Manuel Cárcamo Flores (* 22. Mai 1974 in San Pedro Sula) ist ein ehemaliger honduranischer Fußballspieler.

## Karriere

### Verein
Cárcamo spielte bis 2000 für den Platense FC. Zur Saison 2000/01 wechselte er zum österreichischen Bundesligisten SV Austria Salzburg. Sein Debüt für Austria Salzburg in der Bundesliga gab er im Juli 2000, als er am ersten Spieltag jener Saison gegen den SK Rapid Wien in der 58. Minute für Herfried Sabitzer eingewechselt wurde. Im selben Monat erzielte er bei einem 2:0-Sieg gegen Schwarz-Weiß Bregenz sein erstes Tor in der höchsten österreichischen Spielklasse.
Nach 53 Spielen für Austria Salzburg in der Bundesliga, in denen er 13 Tore erzielte, wechselte Cárcamo im Januar 2002 zum Zweitligisten BSV Bad Bleiberg. Für die Kärntner absolvierte er zehn Spiele in der zweiten Liga und erzielte dabei drei Treffer.
Im Sommer 2002 kehrte er nach Honduras zurück und wechselte zum CD Olimpia. Mit Olimpia wurde er mehrfach honduranischer Meister. Nach sechs Saisonen bei Olimpia wechselte Cárcamo zur Saison 2008/09 zum Ligakonkurrenten CD Victoria. Nach einer Saison bei Victoria kehrte er 2009 zum Platense FC zurück. Zwischen 2012 und 2013 spielte er noch für den CD Real Sociedad, ehe er seine Karriere beendete.

### Nationalmannschaft
Cárcamo spielte zwischen 1999 und 2004 für die honduranische Nationalmannschaft, für die er mindestens 15 Spiele absolvierte.

## Erfolge
CD Olimpia
- Honduranischer Meister: 2002/03 (Apertura), 2003/04 (Clausura), 2004/05 (Clausura), 2005/06 (Apertura & Clausura), 2007/08 (Clausura)